# Kenrickodes griseata
Kenrickodes griseata là một loài bướm đêm trong họ Noctuidae.